# Epectinaspis chelifera
Epectinaspis chelifera är en skalbaggsart som beskrevs av Bates 1888. Epectinaspis chelifera ingår i släktet Epectinaspis och familjen Rutelidae. Inga underarter finns listade i Catalogue of Life.